# Couples Camp
Couples Camp ist eine US-amerikanische Pornofilm-Komödie. Der Film wurde bei den AVN Awards 2010 als "Best Comedy" ausgezeichnet.

## Handlung
Brend und Mark sind ein Paar. Nach dem Sex weckt sie ihn und informiert ihren Verlobten, dass sie zusammen ein "Couples Camp" besuchen werden, damit sie ihre Beziehung wiederbeleben. Inzwischen besuchen zwei weitere Paare die gleiche Paar-Sitzung. Ein Ehepaar, das sich ständig streitet, gespielt von Rayveness und Randy Spears. Das andere Paar ist ein frischverliebtes Paar gespielt von Kara Novak und Dane Cross. Der Lagerleiter wird von Kyle Stone gespielt.
- Scene 1. Mikayla Mendez, Rocco Reed
- Scene 2. RayVeness, Mick Blue
- Scene 3. Kara Novak, Dane Cross
- Scene 4. Mikayla Mendez, Kris Slater, T.J. Cummings
- Scene 5. Jenna Presley, Randy Spears

## Auszeichnungen
- 2010: AVN Award: Best Comedy
- 2010: TLA RAW Awards: Best Sex Comedy